# 巴庫市街賽道
巴庫市街賽道（英語：Baku City Circuit）是一條位於亞塞拜然巴庫的賽道。賽道長度為6.003（3.730英里），是目前一級方程式賽車賽程中第四長的賽道，次于斯帕-弗朗科尔尚赛道、拉斯维加斯街道赛道以及吉达滨海赛道。

## 歷史

### 發展
一級方程式賽車總裁兼首席執行官伯尼·埃克萊斯頓在2013年12月認為這場比賽將在2016年舉行，但之後又表示，由於韓國大獎賽主辦單位違約，所以賽事將移至2015年。然而，根據2014年7月的消息指出這場賽事的登場將延後至2016年。

### 設計
這條長約6（3.7英里）、逆時針方向布局的賽道是由賽道設計師赫爾曼·提爾克所設計。這條賽道的起點毗鄰自由廣場，之後環繞於政府大廈周圍，接著向西至少女塔。此時，車手將被導向一條狹窄的上坡路段，穿越並環繞老城，接著來到一條長2.2（1.4英里）的長直道——賽曆中最長的直道——沿著Neftchilar大道回到起跑線。

## 外部連結
- 官方網站 （页面存档备份，存于）